# مرصد سويفت الفضائي
مرصد سويفت الفضائي أو بعثة سويفت لقياس انفجار أشعة غاما في الفلك (بالإنجليزية: Swift Gamma-Ray Burst Mission) هو قمر صناعي يقوم برصد أشعة إكس أطلقته ناسا يوم 20 نوفمبر 2004 على متن صاروخ حامل من نوع دلتا 2. يقوم مركز جودارد لرحلات الفضاء بالتحكم في المرصد وتوجيهه، واشتركت في بنائه الولايات المتحدة والمملكة المتحدة وإيطاليا وهو جزء من برنامج ناسا MIDEX للاكتشافات الكونية.
كان أطلاقه من مركز كينيدي للفضاء ب كيب كانافيرال ليتخذ مدارا دائريا حول الأرض على ارتفاع 600 كيلومتر بدرجة ميل مقدارها 22درجة. وكان من المخطط له تشغيله لمدة سنتين ثم زوّدت مدة خدمته 4 سنوات إضافية.
يبلغ وزن المرصد 1470 كيلوجرام ويبلغ ارتفاعه 6و5 متر ولا يحمل معه وقودا وإنما تزوده خلايا شمسية على ألواح بمساحة 4و5 متر مربع، تمده بقدرة تبلغ 1040 وات.
يخلف مرصد سويفت لقياس أشعة غاما المسبارين بيبوساكس ومرصد كومبتون لأشعة غاما حيث عمل الأول من سنة 2000 أي 2006 وقم الثاني برصد انفجارات اشعة غاما بين عامي 1996 إلى 2002.

## مقدمة

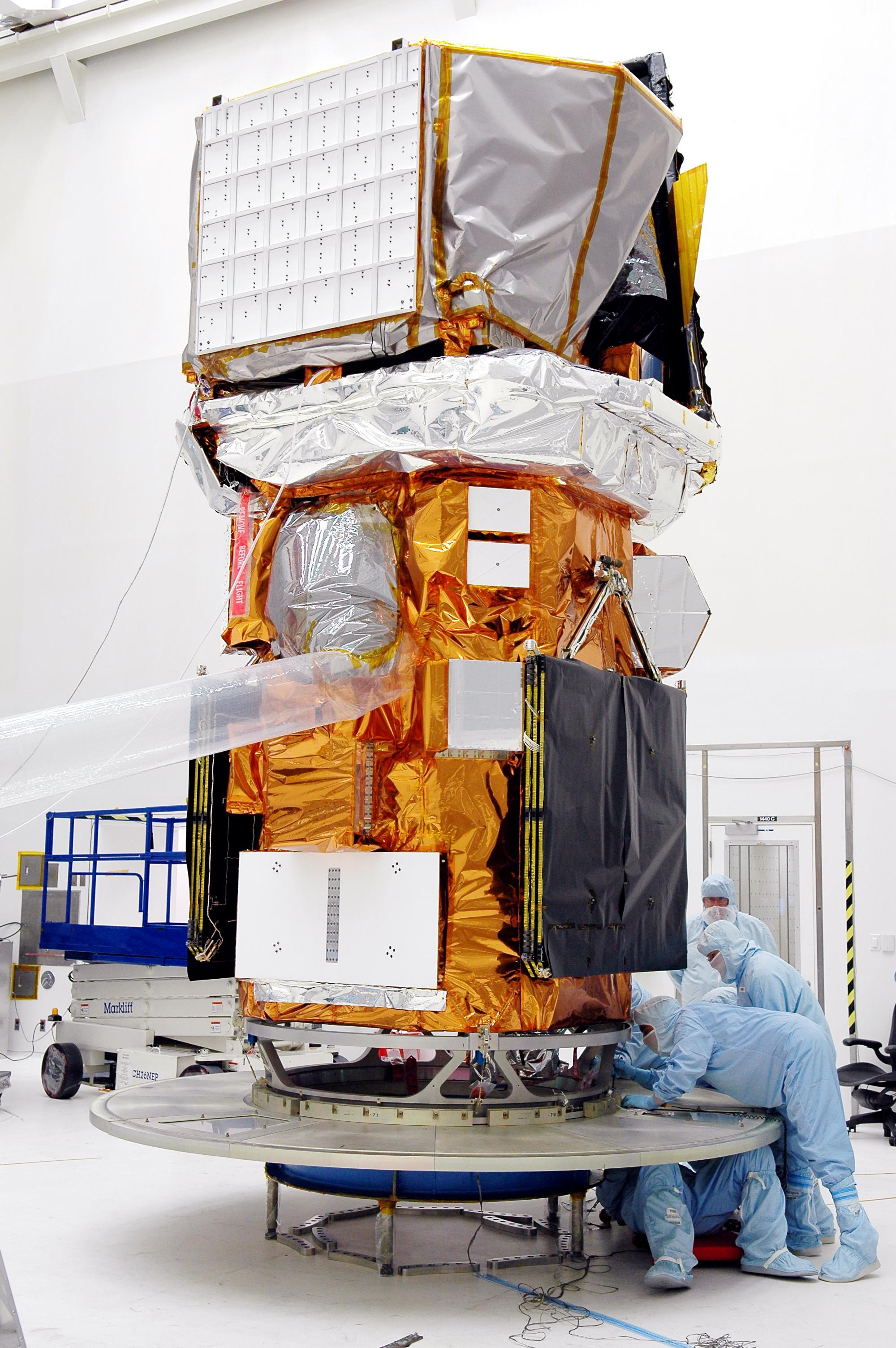
تجهيز مرصد سويفت قبل إطلاقه.

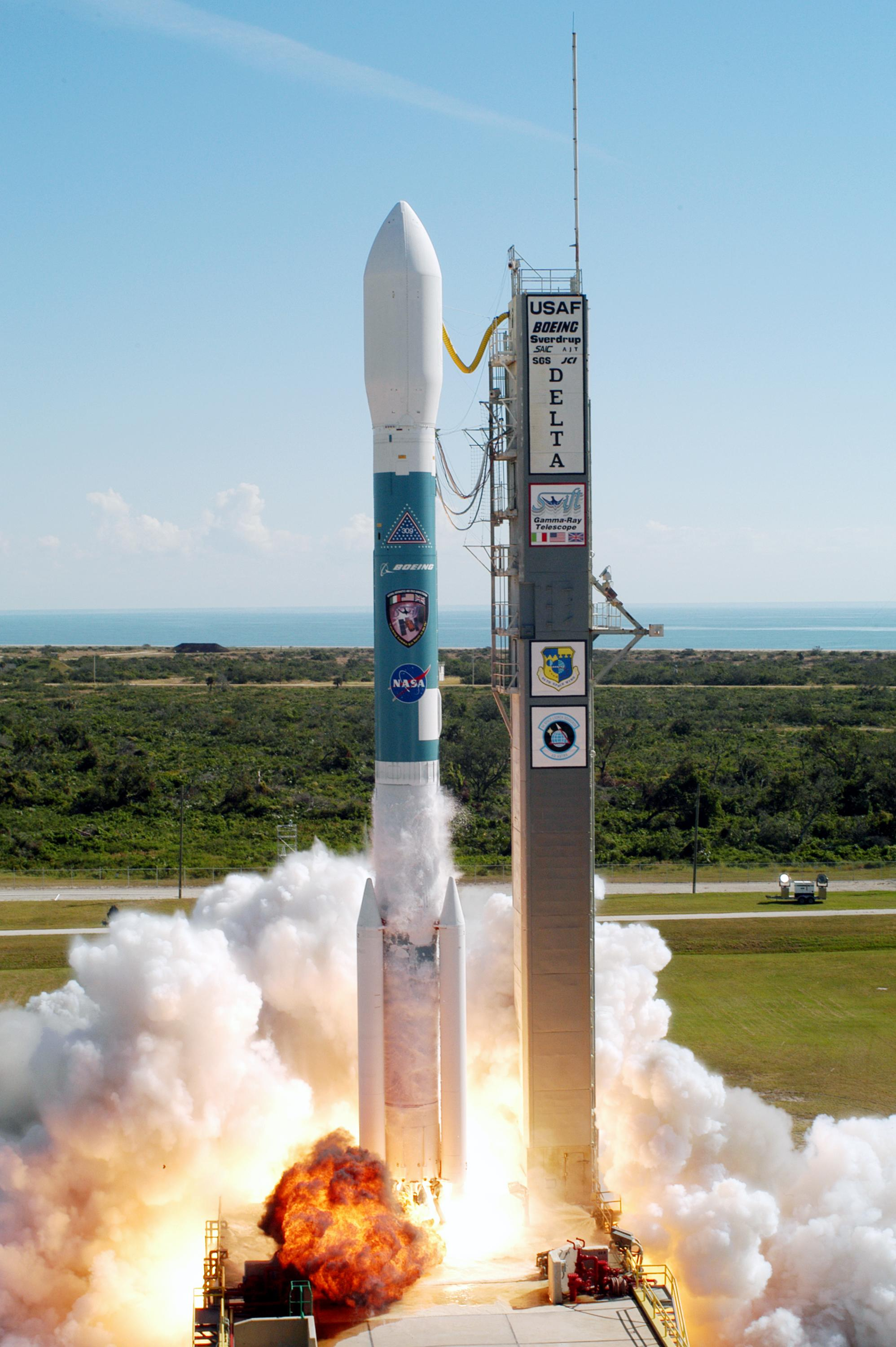
الإطلاق : ساتل سويفت لقياس أشعة غاما على قمة صاروخ حامل من نوع دلتا 2.

مرصد سويفت الفضائي هو مرصد يقيس مختلف الأشعة الكهرومغناطيسية القادمة من بعض الأجرام السماوية في طول موجة عديدة من ضمنها أشعة إكس بغرض دراسة انفجارات اشعة غاما. وتعمل ثلاثة تلسكوبات على متنه لقياس انفجار أشعة غاما وما يتبعها من وهيج متعقب في نطاق أشعة غاما والأشعة السينية والأشعة فوق البنفسجية والضوء المرئي والاشعة تحت الحمراء. وبمجرد أن يكتشف سويفت أي حدث من هذا النوع فهو يعطي إشارة إلى مراكز المراصد الأرضية فتقوم بالاشتراك معه برصد ومتابعة مراحل الانفجار .

## البعثة
الغرض من سويفت هو تعيين بدقة مواقع حدوث الانفجارات اشعة غاما القصيرة المدة. بذلك يمكن القيام بقياسات تالية تتتبع الوهيج المتعقب الذي يعقب إصار أشعة غاما من النجم. ويقوم تلسكوب الإنذار لأشعة غاما BAT الموجود على متن سويفت بتسجيل ومضات أشعة غاما في نطاق طاقة فوتونات بين : 15 إلى 150 كيلو إلكترون فولت، وهو يتميز باتساع زاوية الرؤية بدرجة 2 ستراديان (زاوية مجسمة). ويستطيع الجهاز تحديد وقع إصدار أشعة غاما بدقة قدرها من 1 إلى 4 دقيقة قوسية. هذا يتيح تصويب تلسكوب أشعة إكس XRT على الجرم السماوي المكتشف وقياس الوهيج المتعقب في نطاق الأشعة السينية.
يقيس تلسكوب أشعة إكس الفوتونات القادمة من النجم في نطاق الطاقة بين 300 إلكترون فولت و 3 كيلو إلكترون فولت. ويمكنه تحديد موقع المصدر بدقة بين 3 و 4 ثانية قوسية، كما يستطيع قياس طيف الأشعة السينية.
كما يستطيع تلسكوب الاشعة فوق البنفسجية الضوئي UVOT - وهو تلسكوب ذو مرآة قطرها 30 سنتيمتر - قياس الضوء المرئي والأشعة فوق البنفسجية في نطاق طول الموجة 170 إلى 650 نانومتر، وهذا يمكنه تحديد موقع مصدر الانفجار بدقة 3و0 ثانية قوسية. كما يستطيع هذا التلسكوب أيضا التقاط الأطياف.

## من نتائجه
- اكتشف يوم 4/9/2005 اشد انفجار أشعة غاما اكتشف حتى ذلك الحين - وهو انفجار أشعة غاما 050904 - ويبعد نحو 13 مليار سنة ضوئية عن الأرض،
- في يوم 18 فبراير 2006 قام بتسجلي أطول انفجار لأشعة غاما مدة حيث استغرق 33 دقيقة ،وهذا النفجار هو انفجار أشعة غاما 060218 حدث لنجم فائق الكتلة يبعد عنا 440 مليون سنة ضوئية،
- قام بقياس أشد انفجار أشعة غاما في 19 مارس 2008، وسجل تحت اسم انفجار أشعة غاما 080319ب

. وكان ذلك الانفجار أشد لمعانا 5و2 مليون مرة من أشد مستعر أعظم عرف حتى ذلك الحين.
- سجل في 23 أبريل 2009 أبعد انفجار أشعة غاما عنا، يبلغ بعده عن الأرض نحو 1و13 مليار سنة ضوئية، Neuer Rekord: Sternexplosion im jungen Kosmos </ref>
- سجل أشد سطوع لانفجار أشعة غاما في يوم 21 يونيو 2010 وهو انفجار أشعة غاما 1006221 أ. وكان الانفجار شديدا بحيث تعطلت أجهزة سويفت لفترة قصيرة. Kosmisches Mega-Ereignis - Strahlungsblitz lässt Nasa-Satellit erblinden, 16. Juli 2010</ref>

## اقرأ أيضا
| - هيليوس (مسبار فضائي) - غايا (مسبار فضائي) - مهمة كبلر - بيبوساكس - مسبار روسي لتوقيت أشعة إكس - مسبار ويلكينسون لقياس اختلاف الموجات الراديوية - مسبار فضائي - الشمس - مقراب جيمس ويب الفضائي | - مرصد كيك - مقراب سبيتزر الفضائي - مرصد هابل الفضائي - مرصد كومبتون لأشعة غاما - مرصد لاسيلا - قائمة انفجارات أشعة غاما - غايا (مسبار فضائي) |  |